# ホワイト・カーゴ
ホワイト・カーゴ（英: White Cargo、英: White Cargo Cocktail) は、ジンとバニラアイスクリームを使ったカクテル。
1930年刊行のカクテルブック『サヴォイ・カクテルブック』には既に記載がある。

## レシピの例
材料
- ドライ・ジン ・・・ 1/2
- バニラアイスクリーム ・・・1/2

近年はシャルドネのジュースを加えることも多い。

作り方
1. 材料をシェイクする。シェイクはゆっくり行う。
2. 濃いようなら、冷やした水や白ワインで伸ばす。
3. カクテルグラスに注ぐ。